# Campo Bom
Campo Bom é um município brasileiro do estado do Rio Grande do Sul, situado na Região Metropolitana de Porto Alegre. 
Embora deva seu desenvolvimento ao setor calçadista, sendo a primeira cidade do Brasil a exportar calçados, a cidade apresenta uma economia diversificada. As indústrias metalúrgica, química e oleira representam variedade produtiva, além da automotiva e da vidraceira, que são mais recentes. Também é o município onde foi promovida a 1ª feira nacional do calçado, em 1960, e que deu origem a Fenac, em Novo Hamburgo.

## Histórico
A colonização da cidade começou em 1825, com a vinda dos imigrantes alemães. Os lotes foram distribuídos ao longo da Avenida Brasil. Eram de maioria protestantes de denominação luterana. Em 1829 construíram o primeiro templo evangélico do sul do Brasil, provavelmente uma casa de culto em enxaimel, que seria mais tarde substituída pelo prédio até hoje existente (1851).
A vila de Campo Bom tornou-se distrito de São Leopoldo em 1927, e com o desenvolvimento, emancipou-se em 31 de janeiro de 1959.
A origem do nome do município veio dos tropeiros que conduziam o gado dos Campos de Cima da Serra para São Leopoldo e Porto Alegre, passando pela localidade. Os tropeiros descansavam à sombra de árvores enquanto o gado pastava nos campos.

## Geografia
Localizada na encosta inferior do Nordeste do estado, na latitude 29º40'44" sul e a na longitude 51º03'10" oeste, Campo Bom está a uma altitude de 29 metros acima do nível do mar. Está a cerca de 55 quilômetros do centro da capital Porto Alegre, por via asfáltica. A estação do Metrô mais próxima é a Estação Novo Hamburgo do Trensurb. Esta liga as cidades do Vale do Sinos a Porto Alegre e está a cerca de 8 quilômetros do centro de Campo Bom. A cidade também está a apenas 53,9 quilômetros do Aeroporto Internacional Salgado Filho, principal aeroporto do Sul do País e entrada dos países do Mercosul. É um município que conta com as águas do rio dos Sinos e registra as temperaturas mais altas do estado do Rio Grande do Sul no verão, e até mesmo algumas vezes durante o ano. 
O município subdivide-se em 39 bairros, e possui como cidades limítrofes Sapiranga, Novo Hamburgo e Dois Irmãos.
Segundo dados do Instituto Nacional de Meteorologia (INMET), relativos ao ano de 1985 e aos períodos de 1988 a 1998, 2000 e a partir de 2002, a menor temperatura registrada em Campo Bom foi de −1,8 °C nos dias 14 de julho de 2000, 25 de julho de 2009 e 8 de junho de 2012, e a maior atingiu 41,9 °C em 16 de novembro de 1985. O maior acumulado de precipitação em 24 horas alcançou 209 mm em 16 de junho de 2023, superando o recorde anterior de 154 mm em 23 de abril de 2011.
| Dados climatológicos para Campo Bom | Dados climatológicos para Campo Bom | Dados climatológicos para Campo Bom | Dados climatológicos para Campo Bom | Dados climatológicos para Campo Bom | Dados climatológicos para Campo Bom | Dados climatológicos para Campo Bom | Dados climatológicos para Campo Bom | Dados climatológicos para Campo Bom | Dados climatológicos para Campo Bom | Dados climatológicos para Campo Bom | Dados climatológicos para Campo Bom | Dados climatológicos para Campo Bom | Dados climatológicos para Campo Bom |
| Mês | Jan                                 | Fev                                 | Mar                                 | Abr                                 | Mai                                 | Jun                                 | Jul                                 | Ago                                 | Set                                 | Out                                 | Nov                                 | Dez                                 | Ano                                 |
| --- | ----------------------------------- | ----------------------------------- | ----------------------------------- | ----------------------------------- | ----------------------------------- | ----------------------------------- | ----------------------------------- | ----------------------------------- | ----------------------------------- | ----------------------------------- | ----------------------------------- | ----------------------------------- | ----------------------------------- |
| Temperatura máxima recorde (°C) | 41,6                                | 41,4                                | 41,2                                | 37,2                                | 35,4                                | 32,9                                | 33,6                                | 36,1                                | 39,5                                | 39,8                                | 41,9                                | 41                                  | 41,9                                |
| Temperatura máxima média (°C) | 32,2                                | 31,6                                | 30,6                                | 27,2                                | 23,1                                | 20,9                                | 20,5                                | 22,7                                | 23,5                                | 26,8                                | 29,4                                | 31,6                                | 26,7                                |
| Temperatura média compensada (°C) | 24,9                                | 24,3                                | 23,3                                | 20,1                                | 16,1                                | 14,3                                | 13,5                                | 15,2                                | 16,7                                | 19,7                                | 22                                  | 24                                  | 19,5                                |
| Temperatura mínima média (°C) | 19,4                                | 19,4                                | 18,5                                | 15,4                                | 11,7                                | 10                                  | 9                                   | 10,2                                | 11,8                                | 14,5                                | 16,2                                | 18,1                                | 14,5                                |
| Temperatura mínima recorde (°C) | 10,6                                | 9,4                                 | 7,7                                 | 5,2                                 | 0,9                                 | −1,8                                | −1,8                                | −0,8                                | 1,2                                 | 5,1                                 | 6,8                                 | 8,2                                 | −1,8                                |
| Precipitação (mm) | 139,5                               | 130,7                               | 113,7                               | 121,5                               | 110,7                               | 132,6                               | 149,4                               | 131,9                               | 168                                 | 154,2                               | 115,5                               | 114,5                               | 1 582,2                             |
| Dias com precipitação (≥ 1 mm) | 10                                  | 10                                  | 9                                   | 9                                   | 8                                   | 9                                   | 10                                  | 9                                   | 10                                  | 10                                  | 8                                   | 9                                   | 111                                 |
| Umidade relativa compensada (%) | 75                                  | 78,2                                | 79,5                                | 82,3                                | 84                                  | 84,9                                | 82,9                                | 80,8                                | 79,9                                | 77,2                                | 73,4                                | 72,9                                | 79,3                                |
| Fonte: Instituto Nacional de Meteorologia (INMET) (normal climatológica de 1981-2010; recordes de temperatura: 01/01/1985 a 31/12/1985, 01/01/1988 a 31/12/1998, 01/01/2000 a 31/12/2000 e 01/01/2002-presente) |                                     |                                     |                                     |                                     |                                     |                                     |                                     |                                     |                                     |                                     |                                     |                                     |                                     |

## Demografia

### População e religião
Campo Bom está na posição 35º dos municípios do estado do Rio Grande do Sul e 517º do Brasil com relação à população. De acordo com o Censo 2022 do Instituto Brasileiro de Geografia e Estatística (IBGE), sua população é de 62.886 habitantes. Já na estimativa de 2024, sua população é de 64.704 habitantes.
Sua população é formada por 53.678 brancas, 1.940 de negros, 47 amarelos, 7.189 pardas e 31 indígenas. Cerca de 41.125 habitantes são católicos, sendo 15.722 evangélicos e 1.623 sem religião.

### Densidade demográfica
Em 2022, o município teve uma densidade populacional de 1.038,08 habitantes por quilômetro quadrado.

## Economia
Em Campo Bom também se encontra o Feevale Techpark, anteriormente chamado de VALETEC, um parque tecnológico da Universidade Feevale, com capacidade de abrigar mais de 120 empresas intensivas em conhecimento, centros de pesquisa, organizações voltadas para o desenvolvimento científico, tecnológico e econômico e prestadores de serviços avançados. Situa-se junto do Câmpus III da universidade.
Localizam-se na cidade algumas grandes empresas, dentre elas a Arezzo&Co, Schutz, GetNet, a Ticket Log, pertencente ao grupo Edenred Brasil, a FCC, a Box Print, e uma planta de indústria da Verallia, somando dezenas de bilhões de reais em faturamento anual.

## Turismo
Um dos principais atrativos da cidade é o Largo Irmãos Vetter, que conta com uma torre-mirante e chafarizes com iluminação artística. Ao longo da Avenida Brasil estão distribuídas várias lanchonetes e restaurantes, lugares de encontro dos campo-bonenses.
Foi o primeiro município da América Latina a implantar uma ciclovia, em 1977, e que atualmente conta com mais de 22 quilômetros de extensão, 9 deles sendo iluminados. A ciclovia é muito utilizada para prática de corrida e caminhada dos campo-bonenses.

## Filhos notórios
- Ver Campo-bonenses biografados na Wikipédia